# Wilson Charles

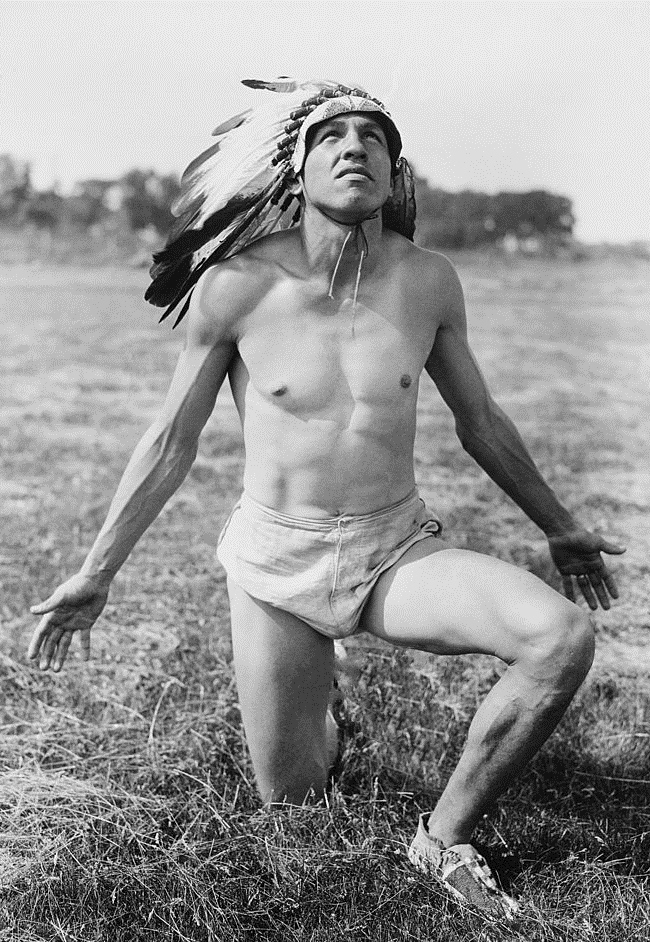
Wilson Charles, 1932

Wilson Charles (Wilson David „Buster“ Charles, Jr.; * 4. April 1908 in De Pere, Wisconsin; † 6. Juni 2006 in Phoenix, Arizona) war ein US-amerikanischer Zehnkämpfer.
Bei den Olympischen Spielen 1932 in Los Angeles wurde er Vierter mit seiner persönlichen Bestleistung von 7985,000 Punkten.
1930 wurde er US-amerikanischer Meister.
Wilson Charles gehörte zum Indianerstamm der Oneida.